# Nachal Becet
Nachal Becet (hebr. נחל בצת; arab. Wadi Karkara) – strumień płynący w Górnej Galilei w północnej części Izraela. Swoje źródła ma przy moszawie Zarit, przepływa u podnóża góry Tabor, a następnie płynąć północną krawędzią płaskowyżu Ramot Jissachar dociera do Rowu Jordanu, gdzie ma ujście w rzece Jordan. Na terenie wadi strumienia Tabor utworzono rezerwat przyrody.

## Przebieg

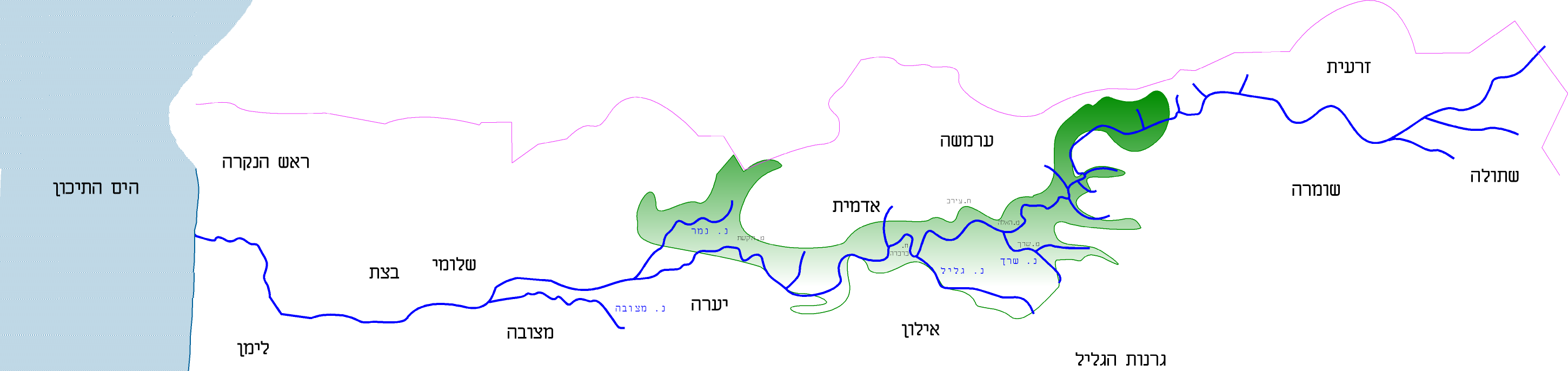
Przebieg strumienia Becet

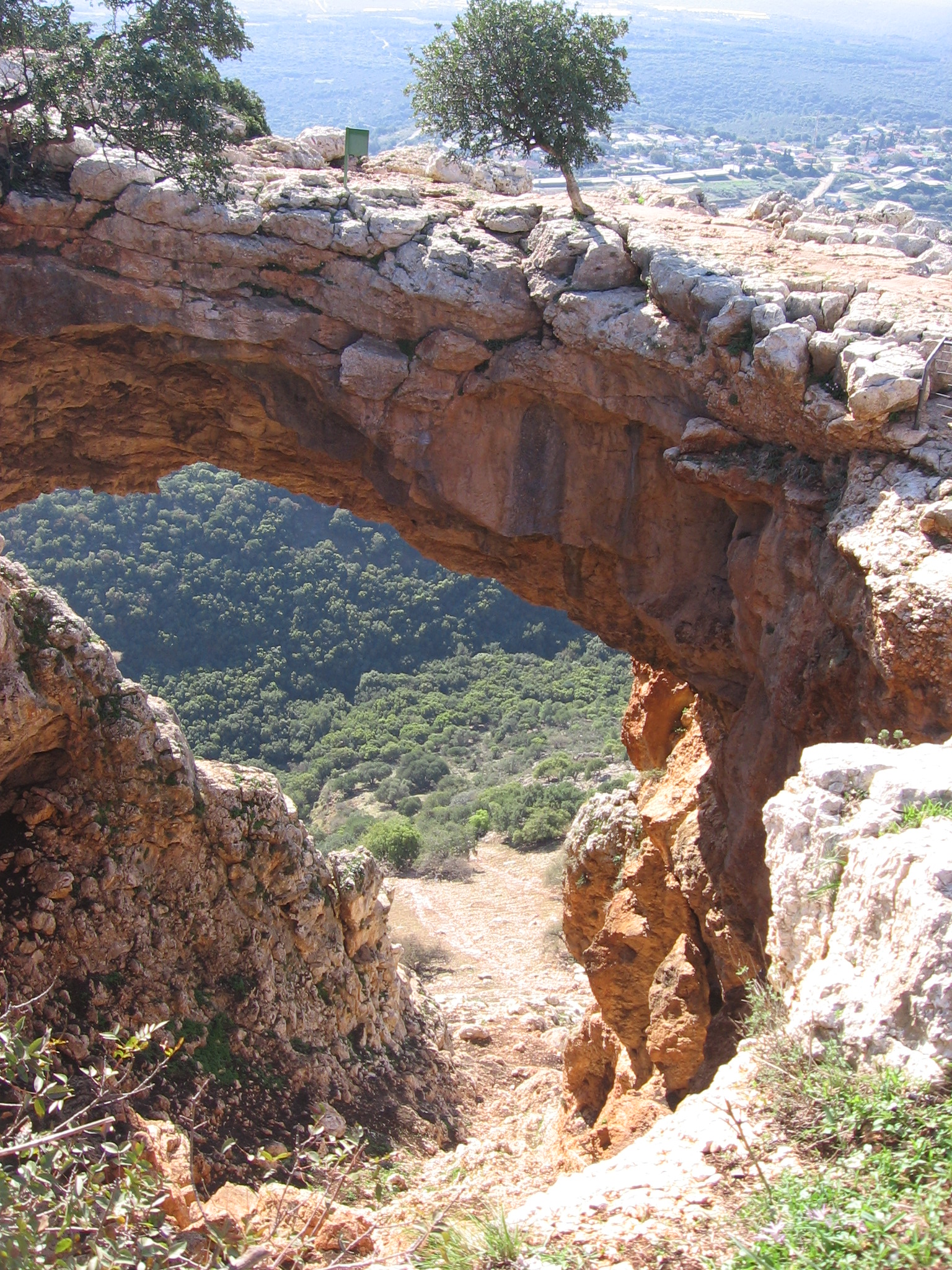
Otoczenie strumienia Becet

Becet jest strumieniem płynącym w Górnej i Zachodniej Galilei w północnej części Izraela. Swoje źródła ma na południowych stokach wzgórz położonych na granicy izraelsko-libańskich, tuż przy moszawie Zarit 33°06′08″N 35°17′57″E/33,102222 35,299167. Następnie spływa do głębokiego wadi i kieruje się wzdłuż krawędzi płaskowyżu Wyżyny Adamit (ok. 460 m n.p.m.) na południowy zachód. Jest tutaj zasilany lewostronnymi dopływami Szarach i Galil. Mija kibuce Elon i Adamit, aby przy moszawie Ja’ara zostać zasilony prawostronnym dopływem Namer. Dalej strumień wypływa z wadi i spływa w kierunku zachodnim między wzgórzami Zachodniej Galilei na równinę przybrzeżną Izraela. Pomiędzy miejscowością Szelomi a kibucem Maccuwa jest zasilany lewostronnym dopływem Cuva. Za moszawami Becet i Liman jest zasilany prawostronnym dopływem Chanita. Ma swoje ujście do Morza Śródziemnego na południe od kibucu Kefar Rosz ha-Nikra 33°04′34″N 35°06′24″E/33,076111 35,106667.
Strumień biegnie wzdłuż linii uskoku geologicznego, przez skały wapienne i dolomitowe. Koryto strumienia jest urozmaicone naturalnymi basenami i niewielkimi wodospadami. Wzdłuż biegu strumienia znajduje się kilka zabytkowych młynów wodnych. Brzegi porastają platany, oleandry i niekropienie.

## Turystyka
W 1972 roku dla ochrony różnorodnego krajobrazu wadi strumienia Becet utworzono rezerwat przyrody. Pod koniec października 2009 roku powiększono jego powierzchnię. Obejmuje on obszar wadi po obydwu stronach strumienia. W obszarze rezerwatu wytyczono kilka szlaków turystycznych. Na stokach wzgórz można zwiedzać jaskinie, spośród których największymi są Keszet i Namer. W pobliżu znajduje się Park Narodowy Belvoir.